# Stanisław Walerian Chwalibóg
Stanisław Walerian Chwalibóg z Janowic herbu Strzemię (zm. w 1724 roku) – kasztelan sądecki w latach 1720-1724, podstoli krakowski w latach 1710-1720, wicesgerent grodzki krakowski w latach 1697-1710, sędzia grodzki krakowski w 1710 roku.
Jako poseł województwa krakowskiego był uczestnikiem Walnej Rady Warszawskiej 1710 roku.